# Daniel Revenu
Daniel Jean Claude Ernest Revenu (ur. 5 grudnia 1942 w Issoudun, zm. 2 stycznia 2024 w Melun) – francuski florecista, wielokrotny medalista igrzysk olimpijskich i mistrzostw świata.
Na igrzyskach olimpijskich w Tokio w 1964 roku wywalczył brązowy medal w zawodach indywidualnych. W rundzie finałowej wygrał jeden z trzech pojedynków, ostatecznie plasując się za Polakiem Egonem Franke i swym rodakiem, Jean-Claude’em Magnanem. Parę dni później Francuzi w składzie: Jean-Claude Magnan, Daniel Revenu, Jacky Courtillat, Pierre Rodocanachi i Christian Noël zajęli drużynowo trzecie miejsce. Kolejne dwa medale zdobył na igrzyskach olimpijskich w Meksyku w 1968 roku. Indywidualnie ponownie był trzeci, wygrywając trzy z pięciu walk i plasując się za Rumunem Ionem Drîmbą i Węgrem Jenő Kamutim. W zawodach drużynowych wspólnie z Magnanem, Noëlem, Berolattim i Dimontem zdobył złoty medal. Na rozgrywanych cztery lata później igrzyskach olimpijskich w Monachium Magnan, Revenu, Noël, Berolatti i Bernard Talvard zdobyli drużynowo brązowy medal. W rywalizacji indywidualnej odpadł w półfinałach. Brał też udział w igrzyskach olimpijskich w Montrealu w 1976 roku, gdzie reprezentacja Francji w składzie: Daniel Revenu, Christian Noël, Didier Flament, Bernard Talvard i Frédéric Pietruszka zdobyła drużynowo brązowy medal. Indywidualnie tym razem nie startował.
Podczas mistrzostw świata w Gdańsku w 1963 roku razem z Guy Barrabino, Jackym Courtillatem, Jean-Claude’em Magnanem i Pierre’em Rodocanachim zdobył brązowy medal w zawodach drużynowych. W tej samej konkurencji Francuzi z Revenu w składzie zdobywali też złote medale na mistrzostwach świata w Wiedniu (1971) i mistrzostwach świata w Budapeszcie (1975) oraz brązowe na mistrzostwach świata w Paryżu (1965) i mistrzostwach świata w Grenoble (1974). Ponadto na mistrzostwach świata w Paryżu w 1965 roku zdobył także srebrny medal indywidualnie, plasując się za Magnanem.
Trzykrotnie był mistrzem Francji (1963, 1965, 1974).
Jego siostra, Colette Revenu, także uprawiała szermierkę.